# Blagaj (Mostar, BiH)
Blagaj je naseljeno mjesto u gradu Mostaru, Federacija Bosne i Hercegovine, BiH.
Ispod naselja se nalazi izvor Bune, koji je najveći krški izvor u Europi (Vrelo Bune). Pored njega se nalazi čuvena sufijska tekija, a u njegovoj okolici su prapovijesno nalazište Zelena pećina, ribogojilište i restorani, te dvorac iz 15. stoljeća, dok se u samom mjestu nalaze brojne građevine koje su proglašene za nacionalni spomenik BiH. Dana 12. studenoga 2007. godine Povjerenstvo za očuvanje nacionalnih spomenika Bosne i Hercegovine je nominiralo Blagaj za upis na UNESCO-ov popis mjesta svjetske baštine u Europi.

## Povijest
U Blagaju, na gotovo nepristupačnoj lokaciji, iznad izvorišta rijeke Bune, smještena je Zelena pećina - prahistorijsko pećinsko naselje. Nalazi iz ove pećine pripadaju dobu neolita i vežu se za hvarsko-lisičićku grupu.
U antici je na području Blagaja je postojala ilirska utvrda i rimski castrum. 
Organizirana kršćanska zajednica u Blagaju nazočna je još od 5. ili 6. stoljeća, što je također potvrđeno i novijim istraživanjima. Tragovi su i u toponimima, poput uzvisine Veliki križ (127 m) kod Podgrađa, Dračevice i Jarka. U vrijeme Bizantskog Carstva car Justinijan je dao izgraditi nekoliko utvrđenih gradova na tom poručju. Blagaj se spominje Konstantin Porfirogenet u svom djelu De administrando imperio („O upravljanju carstvom”) kao Bona, dio Zahumlja. Za vrijeme Stefana Nemanje Zahumlje je bilo pod dominacijom Raške države, i krajem 12. stoljeća zahumski župan Jurko za kneza Miroslava dao je podići crkvu svetog Kuzme i Damjana, koju je 1194. posvetio dubrovački nadbiskup Bernardin.  Povijesno vrelo za taj događaj je Blagajska ploča, jedan od najstarijih pisanih spomenika na hrvatskom jeziku. 
Zahumlje postaje dio bosanske države u 14. stoljeću u vrijeme bosanskog bana Stjepana II. Kotromanića. Tijekom 15. stoljeća Sandalj Hranić Kosača i njegov sinovac Stjepan Vukčić Kosača vladaju područjem Huma i Blagaja sve do dolaska Osmanlija 1466. godine. Do tada je Blagaj pripadao području Bišća, a područje je bilo poznato kao rezidencijalno mjesto hercegovačkih vladara i roda Hranića i Kosača. U povijesnim izvorima Blagaj je prvi put spomenut koncem veljače i početkom ožujka 1423. god. u prepisci između dubrovačkih poslanika i njihove vlade u Dubrovniku, a u svezi misije koju Nikola Gučetić i Blaž Đorđić obavljaju kod vojvode Sandalja Hranića Kosače.
Tijekom osmanlijskog razdoblja Blagaj je bio sjedište Blagajskog vilajeta, potom Blagajskog kadiluka i podijeljen je na nekoliko mahala, među kojih su Carska, Hasanagina, Bunska i Galičići. Grad je imao sedam džamija, dva hana, četiri musafirhane, medresu, dva mekteba, tekiju, četiri kamena mosta na rijeci Buni, jedan na Bunici i dva na ponornici Posrt, kiraethanu i sedam mlinica s dvadeset osam mlinova. Do 1835. godine muslimani čine većinu stanovništva, no za vrijeme austrougarskog razdoblja kršćana (katolika i pravoslavaca) je dvostruko više. U to doba izgrađene su pravoslavna crkva sv. Vasilija Ostroškog (1893.) i rimokatolička crkva Presvetog Trojstva (1908. god.). Poslije su dograđeni zvonici 1933. do katoličke i 1934. god. do pravoslavne crkve.

## Znamenitosti
Najranije naselje Blagaja je smješteno u podnožju utvrde, gdje se cesta spušta od utvrde i križa s cestom za Nevesinje. Iako je naseljeno još od prapovijesti, u ovom poljoprivrednom okruženju je došlo do pojačanja trgovine i stvaranje urbaniziranog područja tek u drugoj polovici 15. stoljeća, a njegova struktura je oblikovana tijekom 16. stoljeća. 
Povijesni izvori često spominju srednjovjekovnu utvrdu Blagaj (Bona ili Stjepangrad) kao zasebnu teritorijalnu cjelinu, odvojenu od naselja Blagaj. Sama utvrda je izgrađena na visokoj, nepristupačnom krškoj stijeni, na nadmorskoj visini od 310 m iznad razine mora i 266 m iznad izvora rijeke Bune.
Tijekom osmanske uprave u okolici utvrde građene su kuće i javni objekti, pri čemu su nastala stambena područja poput gradskih četvrti (mahale), sa zgradama okrenutima prema unutrašnjim dvorištima. Raskošna dvorišta dokazuju visok životni standard i bogatstvo stanovnika, tako je Velagić kuća jedna od najvrednijih ove vrste u Hercegovini. Naselje je razvijenije uz desnu obalu rijeke Bune, jer je lijeva obala nešto strmija i manje pogodna za gradnju.
Javne zgrade su smještene namjerno unutar urbane strukture kao dio cjeline. Među prvim zdanjima bila je Sultan Sulejmanova, poznatija kao Careva džamija, izgrađena 1521. godine, što je pomoglo da naselje stekne status kasabe (većeg naselja). Uslijedila je izgradnja Karađoz-begovog mosta 1570. god., a potom i Lehina ćuprija. Uporaba odvažnih konstrukcijskih rješenja je odigrala ključnu ulogu u arhitekturi Blagaja: nizovi stupova i svodova, zajedno s drugim konstrukcijskim elementima su sasvim očiti. Bačvasti svodovi, koji su uobičajeni u džamijama, tekijama i hamamima, građeni su s visokim stupnjem savršenstva i omogućili su potpuno slobodna tlocrtna rješenja. Sinkronizacija majstora obrtnika i tehnika gradnje, s jedne strane i razvoja naselja s druge, je ostavilo traga na dojmu Blagaja kao osobitog urbanog središta u Bosni i Hercegovini.
Tijekom Austro-Ugarske vladavine, Blagaj je zadržao izgled orijentalnog naselja, iako je izgubio važnost urbanog središta.
Meteorološka postaja Blagaj nalazi se na samom ulazu u Blagaj, na samo 35 metra od rijeke Bune. S ove meteorološke postaje se od 2006. godine automatskim mjerenjem, svakog sata podaci šalju u Federalni meteorološki zavod u Sarajevu.

## Stanovništvo

### Popisi 1971. – 1991.
| Blagaj             |                |                |                |
| godina popisa      | 1991.          | 1981.          | 1971.          |
| Muslimani          | 1.661 (92,07%) | 1.364 (89,56%) | 1.100 (89,21%) |
| Hrvati             | 59 (3,27%)     | 59 (3,87%)     | 74 (6,00%)     |
| Srbi               | 34 (1,88%)     | 25 (1,64%)     | 44 (3,56%)     |
| Jugoslaveni        | 32 (1,77%)     | 62 (4,07%)     | 8 (0,64%)      |
| ostali i nepoznato | 18 (0,99%)     | 13 (0,85%)     | 7 (0,56%)      |
| ukupno             | 1.804          | 1.523          | 1.233          |

### Popis 2013.
| Blagaj             |                |
| godina popisa      | 2013.          |
| Bošnjaci           | 2.492 (98,46%) |
| Hrvati             | 7 (0,28%)      |
| Srbi               | 4 (0,16%)      |
| ostali i nepoznato | 28 (1,11%)     |
| ukupno             | 2.531          |

## Vanjske poveznice
- Blagaj na stranicama grada Mostara
- Popis po mjesnim zajednicama